# Land Rover Centaur
Land Rover Centaur — опытный британский полугусеничный автомобиль 1970—1980-х годов, созданный компанией Laird с использованием узлов и агрегатов автомобиля повышенной проходимости Land Rover Stage 1 и лёгкого танка «Скорпион». Выпущен в количестве 7 опытных образцов, дальнейшего развития не получил по экономическим причинам.

## История создания
В течение 1978—1979 годов британской компанией Laird, уже имевшей опыт создания грузовых автомобилей военного назначения на базе внедорожников Land Rover, в инициативном порядке был разработан проект универсального полугусеничного автомобиля-тягача, получивший обозначение «Центавр». В 1979 году был завершён первый опытный образец машины, поступивший на полевые испытания, а до окончания 1980 года были построены ещё 5 машин, по большей части переданных потенциальным заказчикам во временное пользование для оценки; несколько позднее был построен ещё один образец, имевший модифицированную конструкцию. «Центавр» показал хорошие результаты испытаний, и по состоянию на 1980 год предполагалось, что Британская армия сделает заказ на небольшую партию автомобилей. Тем не менее, в конечном итоге британские войска отказались от приобретения «Центавров», а политические и экономические изменения в Великобритании сделали практически невозможным их продвижение на экспортные рынки, и к 1985 году проект был закрыт.

## Модификации
Производителем предусматривалось использование машины, помимо стандартной комплектации, также в качестве санитарного и командно-штабного автомобиля, а также в варианте базового шасси для системы дистанционного разминирования и ЗСУ с 20-мм автоматической пушкой.

## Опытные образцы
- P1 — первый опытный образец, использовавшийся для обкатки в различных климатических условиях. Предположительно, позднее приобретён Ливией.
- P2 — демонстрировался в различных африканских государствах, в частности в Нигерии и Кении.
- P3 — испытывался в варианте командно-штабной машины.
- P4 — проходил испытания в Омане, позднее был приобретён султаном.
- P5 — демонстрировался компанией в рекламных целях в различных государствах, в частности в Германии и странах Персидского залива. Оснащался системой дистанционного разминирования и 20-мм зенитной установкой.
- P6 — демонстрировался в Ираке, где был приобретён и использовался длительное время.
- P7 — создан на базе Land Rover 110, имел незначительные отличия от более ранних образцов.
- P8 — аналогичен P7, к моменту прекращения работ не был завершён[3][4].

## Описание конструкции
«Центавр» создан на базе удлинённого шасси автомобиля повышенной проходимости Land Rover Stage 1 и отдельных узлов и агрегатов лёгкого танка «Скорпион», и имеет переднемоторную, полноприводную капотную компоновку.

### Двигатель и трансмиссия
Трансмиссия машины — механическая, двигатель — модификация 3,5-литрового V-образного 8-цилиндрового карбюраторного двигателя Rover V8, имеющая мощность 132 л. с.

### Ходовая часть
Ходовая часть машины — полугусеничная, состоящая из заднего гусеничного движителя и стандартного ведущего переднего моста автомобиля Land Rover.
Гусеничный движитель представляет собой укороченную ходовую часть танка «Скорпион» и, применительно к одному борту, состоит из трёх опорных катков, переднего ведущего колеса цевочного зацепления и заднего направляющего колеса.
Подвеска переднего моста — зависимая, на полуэллиптических листовых рессорах, гусеничного движителя — индивидуальная торсионная; тормозные механизмы — гидравлический барабанный и дисковой соответственно.
Поворот осуществляется поворотом передних колёс и подтормаживанием соответствующей гусеницы.

## Операторы
Тогда как большая часть опытных машин была возвращена производителю, два экземпляра были взяты на вооружение и длительное время использовались:
- Оман — P4;
- Ирак — P6.

## Сохранившиеся экземпляры
Прототипы P2 и P3 в настоящий момент находятся в частной коллекции, P5 и P7 находятся на экспозиции Танкового музея в Бовингтоне. Брошенный и сильно повреждённый остов P6 был найден в 2004 году в Ираке бойцами ВС США. Остов был эвакуирован силами британского Корпуса королевских инженеров-электриков и механиков и ныне находится на хранении в резервной коллекции музея корпуса в городе Бордон. Прототип P4 находится на экспозиции музея Вооружённых сил Омана. Информация о сохранности прототипа P1, оставшегося в Ливии, отсутствует.

## Оценка машины
«Центавр» отличается высокими для грузовой и для полугусеничной машины динамическими характеристиками — так, максимальная скорость на шоссе достигает 100 км/ч. Испытания автомобиля показали также хорошую проходимость, значительно более высокую, чем у колёсных машин аналогичного класса; машина показала отличные результаты в том числе в арктических условиях. Широкое использование стандартных узлов и агрегатов серийных автомобиля Land Rover и танка «Скорпион» обеспечивало сравнительно невысокую стоимость и хорошую ремонтопригодность машины.